# Болгаро-бразильські відносини

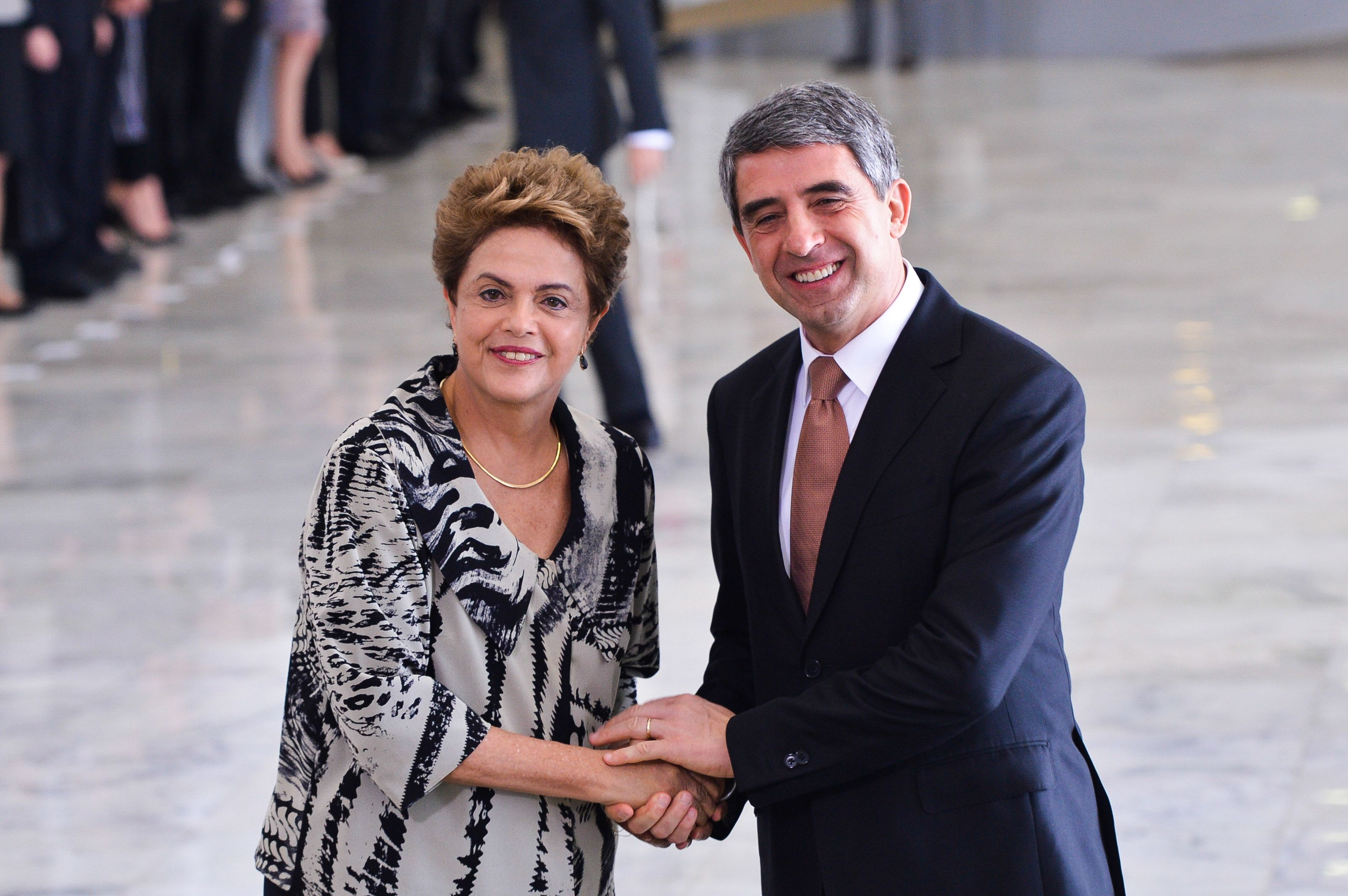
Ділма Русеф та Росен Плевнелієв. Бразиліа, 2016

Болгаро-бразильські відносини — двосторонні дипломатичні відносини між Федеративною Республікою Бразилія та Республікою Болгарія.
У 2011 відбувся перший візит президента Бразилії — Ділми Русеф (що має також болгарське коріння) — до Болгарії. Візит сприяв проведенню 1-го бізнес-форуму «Бразилія-Болгарія», і з цієї нагоди дві країни підписали Угоду про економічне співробітництво, ратифікували Конгресом у 2015.
Президент Болгарії Росен Плевнелієв двічі відвідував Бразилію: у 2012 для участі у «Ріо+20» та у 2016.

## Дипломатичні представництва
- Болгарія має посольство в Бразиліа[4]. Надзвичайний та повноважний посол Болгарії у Бразилії — Божидара Ніколова Сарчаджієва.
- Бразилія має посольство в Софії[5]. Надзвичайний і повноважний посол Бразилії в Болгарії — Марія Еділеуза Фонтенеле Рейс[en].

## Торгівля
Торгівля між двома країнами була обмежена, Бразилія була лише третім торговим партнером Болгарії у Латинській Америці до 2011. У 2012 зростання склало 55 %, в результаті чого обсяг торгівлі склав 438,9 млн доларів США, в основному за рахунок купівлі літаків Embraer. болгарською авіакомпанією «Bulgaria Air».